# Gertrud Kurowski
Gertrud Kurowski (geborene Gertrud Doberschinsky; * 10. Mai 1886 in Breslau; † Juni 1947 in Pirna) war eine deutsche Schriftstellerin.

## Leben und Wirken
Die Mutter war Maria Doberschinsky, geborene Mann (1865–1912).
Gertrud Doberschinsky veröffentlichte 1907 ihren ersten Roman. 1911 war sie Mitglied der Breslauer Dichterschule und lebte in der Hohenzollernstraße 31 in Breslau. Um 1913 heiratete sie den Mittelschullehrer Xaver Kurowski. 1914 wurde der Sohn Joachim Kurowski in Posen geboren.
1929 lebte Gertrud Kurowski wieder in Breslau.
Um 1945 floh sie aus Schlesien und starb 1947 in Pirna in Sachsen.

## Werke (Auswahl)
Gertrud Kurowski veröffentlichte einige Unterhaltungsromane sowie Artikel in Zeitschriften wie Welt und Haus.
Romane
- Marietta, Pierson, Dresden 1907, als Gertrud Doberschinsky[5]

- Heinz Dompnig. Der Landeshauptmann von Breslau, Handel, Breslau 1926, über Breslau im 15. Jahrhundert
- Die Ritter vom Geiersberg. Roman aus dem Mittelalter, Iser, Friedeberg/Q. 1927
- Erring zahlt, Die gelben Ullstein-Bücher, Berlin 1929
- Das Schicksal Leo Halskotts, Franke, Habelschwerdt 1930
- Der Edelknabe von Andechs, Wahlstatt, Breslau 1933
- Über brückenlose Flüsse, Laumann, Dülmen 1938, über einen deutschen Farmer im ehemaligen Deutsch-Ostafrika 1913–1925[6]

Zeitschriftenartikel
- Damen in Beinkleidern, in Welt und Haus, 24, 1925